# コパ・デル・レイ
コパ・デル・レイ（スペイン国王杯、西: Copa del Rey）は、スペインにおけるサッカーのカップ戦である。スペイン最古のサッカー大会であり、優勝クラブにはUEFAヨーロッパリーグの出場権が、決勝進出の2クラブにはスーペルコパ・デ・エスパーニャの出場権が与えられる。
正式名称は、カンペオナト・デ・エスパーニャ-コパ・デ・ス・マヘスタ・エル・レイ（西: Campeonato de España-Copa de Su Majestad el Rey、スペイン国王陛下杯）で愛称はラ・コパ（西: La Copa）。

## 歴史

### コパ・デ・ラ・コロナシオン時代
1902年には前身となるコパ・デ・ラ・コロナシオン（西: Copa de la Coronación、即位杯）が行われ、アルフォンソ13世の即位記念行事に合わせて行われた。提唱者のカルロス・ペドロス(Carlos Padrós)はレアル・マドリード創設者の一人であり、後に同クラブ会長も務めた人物である。この大会には4クラブが参加した。この大会にはレアル・マドリード、FCバルセロナ、クルブ・エスパニョールFB（現RCDエスパニョール）、ニュー・フット＝ボール・デ・マドリード、クルブ・ビスカヤ（アスレティック・クラブとビルバオFCの連合チーム）の5クラブが参加し、決勝ではクルブ・ビスカヤがFCバルセロナを破って優勝した。このトロフィーはアスレティック・ビルバオのミュージアムに展示されており、（まだコパ・デル・レイという名称ではなかったが）クラブ側は獲得タイトルのひとつに数えている。この大会はコパ・デル・レイの唯一の前身大会であるが、スペインサッカー連盟は公式には大会を認知していない。

### コパ・デル・レイ時代
コパ・デ・ラ・コロナシオンを引き継ぎ、1903年にはコパ・デル・レイ、正式名コパ・デ・ス・マヘスタッ・エル・レイ・アルフォンソ13（西: Copa de Su Majestad el Rey Alfonso XIII、アルフォンソ13世国王陛下杯）の第1回大会が行われた。スペインでサッカーの全国リーグ（リーガ・エスパニョーラ）が開始されるのは1928年のため、1903年から1927年まではコパ・デル・レイがスペイン最高峰のサッカー大会だった。この大会が創設された1902年から1909年までの決勝はマドリードのスタジアムで行われた。各地域の予選を勝ち抜いたクラブが本大会に出場した。年月を経る中で様々な大会形式が採用されており、グループリーグが採用されたこともあった。
創設当初、コパ・デル・レイはコパ・デル・アジュンタミエント・デ・マドリード（西: Copa del Ayuntamiento de Madrid、マドリード市杯）と呼ばれていたが、1905年から1932年にはコパ・デ・ス・マヘスタッ・エル・レイ・アルフォンソ13（西: Copa de Su Majestad El Rey Alfonso XIII、アルフォンソ13世国王陛下杯）と呼ばれた。第二共和政期にはコパ・デル・プレシデンテ・デ・ラ・レプブリカ（西: Copa del Presidente de la República、共和国大統領杯）もしくはコパ・デ・エスパーニャ（西: Copa de España、スペイン杯）と呼ばれた。フランコ独裁時代はトロフェオ・デル・ヘネラリッシモ（西: Trofeo del Generalísimo、総統トロフィー）およびコパ・デル・ヘネラリッシモ（西: Copa del Generalísimo、総統杯）もしくはコパ・デ・ス・エクセレンシア・エル・ヘネラリシモ(西: Copa de Su Excelencia El Generalísimo)と改称された。
1904年大会の決勝はアスレティック・ビルバオとエスパニョール・デ・マドリードが対戦する予定だったが、エスパニョール・デ・マドリードが試合開始時間に間に合わなかったため、試合は行われず、アスレティック・ビルバオの優勝が決定した。1910年と1913年の大会では、スペインサッカー連盟（西: Real Federación Española de Fútbol,RFEF）主催の大会（Copa FEF）とスペインサッカークラブ連合（西: Unión Española de Clubes de Fútbol,UECF）主催の大会（Copa UECF）が並存し、2つの優勝クラブが存在した。スペイン内戦中の1937年、共和国軍側に所在したクラブはコパ・デ・ラ・エスパーニャ・リブレに参加し、決勝ではレバンテUDがローカル・ライバルのバレンシアCFを1-0で破って優勝した。なお2007年、スペイン下院はスペインサッカー連盟に対して、レバンテをコパ・デル・レイの優勝クラブと認めるよう強く要望したが、連盟は結論を出さなかった。
王政復古後の1976-77シーズンからコパ・デル・レイの名称が復活した。2011-12シーズンのUEFAチャンピオンズリーグではスペインのクラブが決勝に進出する可能性があったため、スペインサッカー連盟はコパ・デル・レイの決勝をUEFAチャンピオンズリーグ決勝後に設定した。

## 開催方式
- 下位ラウンド

ノックアウト方式の一発勝負で勝ち上がりを決定する。
対戦する2クラブのうち、下位リーグに所属するチームのホームで試合を行う。同一リーグのクラブ同士が対戦する場合は、抽選によってホームチームを決定する。
シードや予選免除の条件は状況によって毎シーズン異なる。
- ベスト32ラウンドから準々決勝まで

ノックアウト方式の一発勝負で勝ち上がりを決定する。
対戦する2クラブのうち、下位リーグに所属するチームのホームで試合を行う。同一リーグのクラブ同士が対戦する場合は、抽選によってホームチームを決定する。
- 準決勝

ホーム・アンド・アウェー方式で勝ち上がりを決定する。
- 決勝戦

国内の中立地にて行われる1試合で決定する。
※ただし、上記は2006-07シーズンから変更された制度

### 参加資格
- 前シーズンにプリメーラ・ディビシオン所属のクラブ – 20クラブ
- 前シーズンにセグンダ・ディビシオン所属のクラブ（リザーブチームを除く）- 22クラブ
- 前シーズンにセグンダ・ディビシオンBで各グループ上位5クラブ（リザーブチームを除く）- 20チーム
- 前シーズンにセグンダ・ディビシオンBの上記20クラブ以外で、グループ問わず最も勝ち点の多かった2クラブ。（リザーブチーム除く。セグンダやセグンダBの参加資格保持クラブが42クラブに満たなかった場合、この条件でのクラブ数が増える）- 2クラブ
- 前シーズンにテルセーラ・ディビシオンの各グループで優勝したクラブ（優勝がリザーブチームの場合は準優勝クラブ）- 18クラブ

### 備考
- リザーブチームはエントリーすることができない。
- 各クラブは自らの下部チームの選手を6名登録でき、そのうちの4名まで同時に出場させることが出来る（2000-01シーズンから適用）。
- ホームスタジアムが人工芝のクラブは、1部と2部のクラブと対戦する場合、天然芝の代用スタジアムを用意しなければならない（2001-02シーズンにCEルスピタレートが失格した問題に対応）。
- 優勝クラブは翌シーズンのスーペルコパ・デ・エスパーニャとUEFAヨーロッパリーグの出場権を得る。

## トロフィー
大会の歴史を通じて、初代から12代までのトロフィーが存在する。3連覇もしくは5回優勝したクラブにはトロフィーの永久所持が認められ、また特別な理由で永久所持が認められる場合もある。FCバルセロナは4個、アスレティック・ビルバオは3個、レアル・マドリードは1個のトロフィーを永久所持している。アスレティック・ビルバオは第1回大会のトロフィーを保持しており、セビージャFCは1939年大会（トロフェオ・デル・ヘネラリシモ）のトロフィーを保持している。
2010年12月22日にはスペインサッカー連盟の臨時総会が行われた。2010 FIFAワールドカップでスペイン代表が優勝したことを記念し、2009-10シーズン優勝クラブのセビージャFCがトロフィー永久保持の許可を連盟に求め、総会の承認を経てセビージャにトロフィーが与えられた。トロフィーの現物がクラブに与えられた前例としては、コパ・デ・ラ・レプブリカの初代王者（1936年）のレアル・マドリード、コパ・デル・ヘネラリシモの初代王者（1939年）であるセビージャ、コパ・デル・ヘネラリシモの最後の王者（1976年）であるアトレティコ・マドリードがあった。
新しいトロフィーはマドリードの宝石職人であるフェデリコ・アレグレによって制作された。このトロフィーの重量は15kgであり、高さは75cmである。2011年4月21日、レアル・マドリードが新しいトロフィーの初代受賞者となった。レアル・マドリードはシベーレス広場で祝賀パレードを行ったが、ディフェンダーのセルヒオ・ラモスがダブルデッカーバスの2階からトロフィーを落下させてしまい、バスに轢かれたトロフィーが破損する事故があった。関係者によって10個の破片が集められ、元の状態に修復された。レアル・マドリードはレプリカを受け取ってエスタディオ・サンティアゴ・ベルナベウに飾っている。

## 歴代大会結果
| シーズン    | 優勝                     | スコア               | 準優勝                             | スタジアム                             |
| ----------- | ------------------------ | -------------------- | ---------------------------------- | -------------------------------------- |
| 1902        | ビスカヤ                 | 2 - 1                | バルセロナ                         | イポドロモ（マドリード）               |
| 1903        | アスレティック・ビルバオ | 3 - 2                | マドリード                         | イポドロモ（マドリード）               |
| 1904        | アスレティック・ビルバオ | -----                | （決勝戦なし）                     | ティロ・デ・ピチョン（マドリード）     |
| 1905        | マドリード               | 1 - 0                | サン・セバスティアン               | ティロ・デ・ピチョン（マドリード）     |
| 1906        | マドリード               | 4 - 1                | アスレティック・ビルバオ           | イポドロモ（マドリード）               |
| 1907        | マドリード               | 1 - 0                | ビスカヤ                           | イポドロモ（マドリード）               |
| 1908        | マドリード               | 2 - 1                | ビーゴ                             | オドネル（マドリード）                 |
| 1909        | シクリスタ               | 3 - 1                | エスパニョール・デ・マドリード     | オドネル（マドリード）                 |
| 1910 (RFEP) | アスレティック・ビルバオ | 1 - 0                | バスコニア                         | オンダレタ（サン・セバスティアン）     |
| 1910 (UECF) | バルセロナ               | 3 - 2                | エスパニョール・デ・マドリード     | ティロ・デ・ピチョン（マドリード）     |
| 1911        | アスレティック・ビルバオ | 3 - 1                | エスパニョール                     | ホラセタ（ビルバオ）                   |
| 1912        | バルセロナ               | 2 - 0                | ヒムナスティック                   | ラ・インドゥストゥリア（バルセロナ）   |
| 1913 (RFEP) | ラシン・イルン           | 1 - 0                | アスレティック・ビルバオ           | オドネル（マドリード）                 |
| 1913 (UECF) | バルセロナ               | 2 - 1                | レアル・ソシエダ                   | ラ・インドゥストゥリア（バルセロナ）   |
| 1914        | アスレティック・ビルバオ | 2 - 1                | エスパーニャ                       | アムーテ（イルン）                     |
| 1915        | アスレティック・ビルバオ | 5 - 0                | エスパニョール                     | アムーテ（イルン）                     |
| 1916        | アスレティック・ビルバオ | 4 - 0                | マドリード                         | ラ・インドゥストゥリア（バルセロナ）   |
| 1917        | マドリード               | 2 - 1                | アレナス・クルブ                   | ラ・インドゥストゥリア（バルセロナ）   |
| 1918        | レアル・ウニオン         | 2 - 0                | マドリード                         | オドネル（マドリード）                 |
| 1919        | アレナス・クルブ         | 5 - 2                | バルセロナ                         | マルティネス・カンポス（マドリード）   |
| 1920        | バルセロナ               | 2 - 0                | アスレティック・ビルバオ           | エル・モリノン（ヒホン）               |
| 1921        | アスレティック・ビルバオ | 4 - 1                | アトレティコ・マドリード           | サン・マメス（ビルバオ）               |
| 1922        | バルセロナ               | 5 - 1                | レアル・ウニオン                   | コイア（ビーゴ）                       |
| 1923        | アスレティック・ビルバオ | 1 - 0                | エウロパ                           | レス・コーツ（バルセロナ）             |
| 1923-24     | レアル・ウニオン         | 1 - 0                | レアル・マドリード                 | アトーチャ（サン・セバスティアン）     |
| 1924-25     | バルセロナ               | 2 - 0                | アレナス・クルブ                   | レイナ・ビクトリア（セビージャ）       |
| 1925-26     | バルセロナ               | 3 - 2                | アトレティコ・マドリード           | メスタージャ（バレンシア）             |
| 1926-27     | レアル・ウニオン         | 1 - 0                | アレナス・クルブ                   | トーレオ（サラゴサ）                   |
| 1927-28     | バルセロナ               | 3 - 1                | レアル・ソシエダ                   | エル・サルディネーロ（サンタンデール） |
| 1928-29     | エスパニョール           | 2 - 1                | レアル・マドリード                 | メスタージャ（バレンシア）             |
| 1929-30     | アスレティック・ビルバオ | 3 - 2                | レアル・マドリード                 | モンジュイック（バルセロナ）           |
| 1930-31     | アスレティック・ビルバオ | 3 - 1                | ベティス                           | チャマルティン（マドリード）           |
| 1931-32     | アスレティック・ビルバオ | 1 - 0                | バルセロナ                         | チャマルティン（マドリード）           |
| 1932-33     | アスレティック・ビルバオ | 2 - 1                | マドリード                         | モンジュイック（バルセロナ）           |
| 1933-34     | マドリード               | 2 - 1                | バレンシア                         | モンジュイック（バルセロナ）           |
| 1934-35     | セビージャ               | 3 - 0                | サバデル                           | チャマルティン（マドリード）           |
| 1935-36     | マドリード               | 2 - 1                | バルセロナ                         | メスタージャ（バレンシア）             |
| 1938-39     | セビージャ               | 6 - 2                | フェロル                           | モンジュイック（バルセロナ）           |
| 1939-40     | エスパニョール           | 3 - 2                | レアル・マドリード                 | チャマルティン（マドリード）           |
| 1940-41     | バレンシア               | 3 - 1                | エスパニョール                     | チャマルティン（マドリード）           |
| 1941-42     | バルセロナ               | 4 - 3                | アスレティック・ビルバオ           | チャマルティン（マドリード）           |
| 1942-43     | アスレティック・ビルバオ | 1 - 0                | レアル・マドリード                 | チャマルティン（マドリード）           |
| 1943-44     | アスレティック・ビルバオ | 2 - 0                | バレンシア                         | モンジュイック（バルセロナ）           |
| 1944-45     | アスレティック・ビルバオ | 3 - 2                | バレンシア                         | モンジュイック（バルセロナ）           |
| 1945-46     | レアル・マドリード       | 3 - 1                | バレンシア                         | モンジュイック（バルセロナ）           |
| 1946-47     | レアル・マドリード       | 2 - 0                | エスパニョール                     | リアソール（ア・コルーニャ）           |
| 1947-48     | セビージャ               | 4 - 1                | セルタ                             | チャマルティン（マドリード）           |
| 1948-49     | バレンシア               | 1 - 0                | アスレティック・ビルバオ           | チャマルティン（マドリード）           |
| 1949-50     | アスレティック・ビルバオ | 4 - 1                | バジャドリー                       | チャマルティン（マドリード）           |
| 1950-51     | バルセロナ               | 3 - 0                | レアル・ソシエダ                   | チャマルティン（マドリード）           |
| 1951-52     | バルセロナ               | 4 - 2                | バレンシア                         | チャマルティン（マドリード）           |
| 1952-53     | バルセロナ               | 2 - 1                | アスレティック・ビルバオ           | チャマルティン（マドリード）           |
| 1953-54     | バレンシア               | 3 - 0                | バルセロナ                         | チャマルティン（マドリード）           |
| 1954-55     | アスレティック・ビルバオ | 1 - 0                | セビージャ                         | サンティアゴ・ベルナベウ（マドリード） |
| 1955-56     | アスレティック・ビルバオ | 2 - 1                | アトレティコ・マドリード           | サンティアゴ・ベルナベウ（マドリード） |
| 1956-57     | バルセロナ               | 1 - 0                | エスパニョール                     | モンジュイック（バルセロナ）           |
| 1957-58     | アスレティック・ビルバオ | 2 - 0                | レアル・マドリード                 | サンティアゴ・ベルナベウ（マドリード） |
| 1958-59     | バルセロナ               | 4 - 1                | グラナダ                           | サンティアゴ・ベルナベウ（マドリード） |
| 1959-60     | アトレティコ・マドリード | 3 - 1                | レアル・マドリード                 | サンティアゴ・ベルナベウ（マドリード） |
| 1960-61     | アトレティコ・マドリード | 3 - 2                | レアル・マドリード                 | サンティアゴ・ベルナベウ（マドリード） |
| 1961-62     | レアル・マドリード       | 2 - 1                | セビージャ                         | サンティアゴ・ベルナベウ（マドリード） |
| 1962-63     | バルセロナ               | 3 - 1                | サラゴサ                           | カンプ・ノウ（バルセロナ）             |
| 1963-64     | サラゴサ                 | 2 - 1                | アトレティコ・マドリード           | サンティアゴ・ベルナベウ（マドリード） |
| 1964-65     | アトレティコ・マドリード | 1 - 0                | サラゴサ                           | サンティアゴ・ベルナベウ（マドリード） |
| 1965-66     | サラゴサ                 | 2 - 0                | アスレティック・ビルバオ           | サンティアゴ・ベルナベウ（マドリード） |
| 1966-67     | バレンシア               | 2 - 1                | アスレティック・ビルバオ           | サンティアゴ・ベルナベウ（マドリード） |
| 1967-68     | バルセロナ               | 1 - 0                | レアル・マドリード                 | サンティアゴ・ベルナベウ（マドリード） |
| 1968-69     | アスレティック・ビルバオ | 1 - 0                | エルチェ                           | サンティアゴ・ベルナベウ（マドリード） |
| 1969-70     | レアル・マドリード       | 3 - 1                | バレンシア                         | カンプ・ノウ（バルセロナ）             |
| 1970-71     | バルセロナ               | 4 - 3                | バレンシア                         | サンティアゴ・ベルナベウ（マドリード） |
| 1971-72     | アトレティコ・マドリード | 2 - 1                | バレンシア                         | サンティアゴ・ベルナベウ（マドリード） |
| 1972-73     | アスレティック・ビルバオ | 2 - 0                | カステリョン                       | サンティアゴ・ベルナベウ（マドリード） |
| 1973-74     | レアル・マドリード       | 4 - 0                | バルセロナ                         | ビセンテ・カルデロン（マドリード）     |
| 1974-75     | レアル・マドリード       | 0 - 0 aet (PK 4 - 3) | アトレティコ・マドリード           | ビセンテ・カルデロン（マドリード）     |
| 1975-76     | アトレティコ・マドリード | 1 - 0                | サラゴサ                           | サンティアゴ・ベルナベウ（マドリード） |
| 1976-77     | ベティス                 | 2 - 2 aet (PK 8 - 7) | アスレティック・ビルバオ           | ビセンテ・カルデロン（マドリード）     |
| 1977-78     | バルセロナ               | 3 - 1                | ラス・パルマス                     | サンティアゴ・ベルナベウ（マドリード） |
| 1978-79     | バレンシア               | 2 - 0                | レアル・マドリード                 | ビセンテ・カルデロン（マドリード）     |
| 1979-80     | レアル・マドリード       | 6 - 1                | レアル・マドリード・カスティージャ | サンティアゴ・ベルナベウ（マドリード） |
| 1980-81     | バルセロナ               | 3 - 1                | スポルティング・ヒホン             | ビセンテ・カルデロン（マドリード）     |
| 1981-82     | レアル・マドリード       | 2 - 1                | スポルティング・ヒホン             | ホセ・ソリージャ（バリャドリッド）     |
| 1982-83     | バルセロナ               | 2 - 1                | レアル・マドリード                 | ラ・ロマレーダ（サラゴサ）             |
| 1983-84     | アスレティック・ビルバオ | 1 - 0                | バルセロナ                         | サンティアゴ・ベルナベウ（マドリード） |
| 1984-85     | アトレティコ・マドリード | 2 - 1                | アスレティック・ビルバオ           | サンティアゴ・ベルナベウ（マドリード） |
| 1985-86     | サラゴサ                 | 1 - 0                | バルセロナ                         | ビセンテ・カルデロン（マドリード）     |
| 1986-87     | レアル・ソシエダ         | 2 - 2 aet (PK 4 - 2) | アトレティコ・マドリード           | ラ・ロマレーダ（サラゴサ）             |
| 1987-88     | バルセロナ               | 1 - 0                | レアル・ソシエダ                   | サンティアゴ・ベルナベウ（マドリード） |
| 1988-89     | レアル・マドリード       | 1 - 0                | バジャドリー                       | ビセンテ・カルデロン（マドリード）     |
| 1989-90     | バルセロナ               | 2 - 0                | レアル・マドリード                 | メスタージャ（バレンシア）             |
| 1990-91     | アトレティコ・マドリード | 1 - 0                | マジョルカ                         | サンティアゴ・ベルナベウ（マドリード） |
| 1991-92     | アトレティコ・マドリード | 2 - 0                | レアル・マドリード                 | サンティアゴ・ベルナベウ（マドリード） |
| 1992-93     | レアル・マドリード       | 2 - 0                | サラゴサ                           | メスタージャ（バレンシア）             |
| 1993-94     | サラゴサ                 | 0 - 0 aet (PK 5 - 4) | セルタ                             | ビセンテ・カルデロン（マドリード）     |
| 1994-95     | デポルティーボ           | 2 - 1                | バレンシア                         | サンティアゴ・ベルナベウ（マドリード） |
| 1995-96     | アトレティコ・マドリード | 1 - 0 aet            | バルセロナ                         | ラ・ロマレーダ（サラゴサ）             |
| 1996-97     | バルセロナ               | 3 - 2 aet            | ベティス                           | サンティアゴ・ベルナベウ（マドリード） |
| 1997-98     | バルセロナ               | 1 - 1 aet (PK 5 - 4) | マジョルカ                         | メスタージャ（バレンシア）             |
| 1998-99     | バレンシア               | 3 - 0                | アトレティコ・マドリード           | ラ・カルトゥーハ（セビージャ）         |
| 1999-00     | エスパニョール           | 2 - 1                | アトレティコ・マドリード           | メスタージャ（バレンシア）             |
| 2000-01     | サラゴサ                 | 3 - 1                | セルタ                             | ラ・カルトゥーハ（セビージャ）         |
| 2001-02     | デポルティーボ           | 2 - 1                | レアル・マドリード                 | サンティアゴ・ベルナベウ（マドリード） |
| 2002-03     | マジョルカ               | 3 - 0                | レクレアティーボ                   | マルティネス・バレーロ（エルチェ）     |
| 2003-04     | サラゴサ                 | 3 - 2 aet            | レアル・マドリード                 | リュイス・コンパニス（バルセロナ）     |
| 2004-05     | ベティス                 | 2 - 1 aet            | オサスナ                           | ビセンテ・カルデロン（マドリード）     |
| 2005-06     | エスパニョール           | 4 - 1                | サラゴサ                           | サンティアゴ・ベルナベウ（マドリード） |
| 2006-07     | セビージャ               | 1 - 0                | ヘタフェ                           | サンティアゴ・ベルナベウ（マドリード） |
| 2007-08     | バレンシア               | 3 - 1                | ヘタフェ                           | ビセンテ・カルデロン（マドリード）     |
| 2008-09     | バルセロナ               | 4 - 1                | アスレティック・ビルバオ           | メスタージャ（バレンシア）             |
| 2009-10     | セビージャ               | 2 - 0                | アトレティコ・マドリード           | カンプ・ノウ（バルセロナ）             |
| 2010-11     | レアル・マドリード       | 1 - 0 aet            | バルセロナ                         | メスタージャ（バレンシア）             |
| 2011-12     | バルセロナ               | 3 - 0                | アスレティック・ビルバオ           | ビセンテ・カルデロン（マドリード）     |
| 2012-13     | アトレティコ・マドリード | 2 - 1 aet            | レアル・マドリード                 | サンティアゴ・ベルナベウ（マドリード） |
| 2013-14     | レアル・マドリード       | 2 - 1                | バルセロナ                         | メスタージャ（バレンシア）             |
| 2014-15     | バルセロナ               | 3 - 1                | アスレティック・ビルバオ           | カンプ・ノウ（バルセロナ）             |
| 2015-16     | バルセロナ               | 2 - 0 aet            | セビージャ                         | ビセンテ・カルデロン（マドリード）     |
| 2016-17     | バルセロナ               | 3 - 1                | アラベス                           | ビセンテ・カルデロン（マドリード）     |
| 2017-18     | バルセロナ               | 5 - 0                | セビージャ                         | ワンダ・メトロポリターノ（マドリード） |
| 2018-19     | バレンシア               | 2 - 1                | バルセロナ                         | ベニート・ビジャマリン（セビージャ）   |
| 2019-20     | レアル・ソシエダ         | 1 - 0                | アスレティック・ビルバオ           | ラ・カルトゥーハ（セビージャ）         |
| 2020-21     | バルセロナ               | 4 - 0                | アスレティック・ビルバオ           | ラ・カルトゥーハ（セビージャ）         |
| 2021-22     | レアル・ベティス         | 1 - 1 aet (PK 5 - 4) | バレンシア                         | ラ・カルトゥーハ（セビージャ）         |
| 2022-23     | レアル・マドリード       | 2 - 1                | オサスナ                           | ラ・カルトゥーハ（セビージャ）         |
| 2023-24     | アスレティック・ビルバオ | 1 - 1 aet (PK 4 - 2) | マジョルカ                         | ラ・カルトゥーハ（セビージャ）         |
| 2024-25     | バルセロナ               | 3 - 2 aet            | レアル・マドリード                 | ラ・カルトゥーハ（セビージャ）         |

## クラブ別優勝回数
| クラブ名                   | 優 | 準 | 優勝年度 | 準優勝年度 |
| -------------------------- | -- | -- | --- | --- |
| バルセロナ                 | 32 | 12 | 1910, 1912, 1913, 1920, 1922, 1925, 1926, 1928, 1942, 1951, 1952, 1953, 1957, 1959, 1963, 1968, 1971, 1978, 1981, 1983, 1988, 1990, 1997, 1998, 2009, 2012, 2015, 2016, 2017, 2018, 2021, 2025 | 1902, 1919, 1932, 1936, 1954, 1974, 1984, 1986, 1996, 2011, 2014, 2019                                                       |
| アスレティック・ビルバオ   | 24 | 15 | 1903, 1904, 1910, 1911, 1914, 1915, 1916, 1921, 1923, 1930, 1931, 1932, 1933, 1943, 1944, 1945, 1950, 1955, 1956, 1958, 1969, 1973, 1984, 2024                                                 | 1906, 1913, 1920, 1942, 1949, 1953, 1966, 1967, 1977, 1985, 2009, 2012, 2015, 2020, 2021                                     |
| レアル・マドリード         | 20 | 21 | 1905, 1906, 1907, 1908, 1917, 1934, 1936, 1946, 1947, 1962, 1970, 1974, 1975, 1980, 1982, 1989, 1993, 2011, 2014, 2023                                                                         | 1903, 1916, 1918, 1924, 1929, 1930, 1933, 1940, 1943, 1958, 1960, 1961, 1968, 1979, 1983, 1990, 1992, 2002, 2004, 2013, 2025 |
| アトレティコ・マドリード   | 10 | 9  | 1960, 1961, 1965, 1972, 1976, 1985, 1991, 1992, 1996, 2013 | 1921, 1926, 1956, 1964, 1975, 1987, 1999, 2000, 2010                                                                         |
| バレンシア                 | 8  | 10 | 1941, 1949, 1954, 1967, 1979, 1999, 2008, 2019 | 1934, 1944, 1945, 1946, 1952, 1970, 1971, 1972, 1995, 2022                                                                   |
| レアル・サラゴサ           | 6  | 5  | 1964, 1966, 1986, 1994, 2001, 2004 | 1963, 1965, 1976, 1993, 2006                                                                                                 |
| セビージャ                 | 5  | 4  | 1935, 1939, 1948, 2007, 2010 | 1955, 1962, 2016, 2018 |
| エスパニョール             | 4  | 5  | 1929, 1940, 2000, 2006 | 1911, 1915, 1941, 1947, 1957                                                                                                 |
| レアル・ウニオン           | 4  | 1  | 1913, 1918, 1924, 1927 | 1922 |
| レアル・ソシエダ           | 3  | 6  | 1909, 1987, 2020 | 1905, 1910, 1913, 1928, 1951, 1988                                                                                           |
| レアル・ベティス           | 3  | 2  | 1977, 2005, 2022 | 1931, 1997 |
| デポルティーボ             | 2  | 0  | 1995, 2002 | |
| アレナス・ゲチョ           | 1  | 3  | 1919 | 1917, 1925, 1927 |
| マジョルカ                 | 1  | 3  | 2003 | 1991, 1998, 2024 |
| クラブ・ビスカヤ           | 1  | 1  | 1902 | 1907 |
| セルタ・デ・ビーゴ         | 0  | 3  | | 1948, 1994, 2001 |
| CEマドリード               | 0  | 2  | | 1909, 1910 |
| レアル・バリャドリード     | 0  | 2  | | 1950, 1989 |
| スポルティング・ヒホン     | 0  | 2  | | 1981, 1982 |
| オサスナ                   | 0  | 2  | | 2005, 2023 |
| ヘタフェ                   | 0  | 2  | | 2007, 2008 |
| レアル・ビーゴ             | 0  | 1  | | 1908 |
| ヒムナスティカ・マドリード | 0  | 1  | | 1912 |
| エスパーニャ               | 0  | 1  | | 1914 |
| エウロパ                   | 0  | 1  | | 1923 |
| サバデル                   | 0  | 1  | | 1935 |
| ラシン・フェロル           | 0  | 1  | | 1939 |
| グラナダ                   | 0  | 1  | | 1959 |
| エルチェ                   | 0  | 1  | | 1969 |
| カステリョン               | 0  | 1  | | 1973 |
| ラス・パルマス             | 0  | 1  | | 1978 |
| カスティージャ             | 0  | 1  | | 1980 |
| レクレアティーボ・ウェルバ | 0  | 1  | | 2003 |
| アラベス                   | 0  | 1  | | 2017 |